# Joel Benjamin
Joel Benjamin (Brooklyn, Nueva York, 11 de marzo de 1964) es un jugador de ajedrez estadounidense, que tiene el título de Gran Maestro desde 1986. En 1998 fue votado 'Grandmaster of the Year' por la Federación Estadounidense de Ajedrez (USCF). Aunque permanece inactivo desde octubre de 2013, en la lista de Elo de la Federación Internacional de Ajedrez (FIDE) de agosto de 2015, tenía un Elo de 2545 puntos, lo que le convertía en el jugador número 29 de los Estados Unidos. Su máximo Elo fue de 2620 puntos, en la lista de julio de 1993 (posición 35 en el ranking mundial).

## Trayectoria y resultados destacados en competición
A los 13 años, Joel Benjamin batió el récord de Bobby Fischer al convertirse en el más joven Maestro estadounidense de todos los tiempos; este récord fue batido posteriormente por Stuart Rachels y es ostentado actualmente (2015) por Nicholas Nip. Destacó en Estados Unidos como jugador juvenil al ganar el título National Elementary en 1976, el National Junior High en 1978 y el National High School en 1980-81. Obtuvo la victoria en el Campeonato Junior de los Estados Unidos en 1980 y nuevamente en 1982, y el Abierto de Estados Unidos en 1985. Obtuvo un año más tarde el título de Gran Maestro. Fue Campeón de Estados Unidos en 1987 (compartiendo el título con Nick de Firmian), 1997 y 2000.
En 1987 participó en el torneo Interzonal de Szirak, en Hungría, dentro del ciclo por el campeonato del mundo de 1990, y acabó 10.º (de 18). Ganó el abierto principal de Saint John (Nuevo Brunswick) en 1988 y el Campeonato abierto de Canadá en 2000 (empatado con Kevin Spraggett y Jonathan Rowson). En 1999 fue primero en el Festival de Ajedrez QVB en Sídney. En 2005 empató para los puestos 6.º a 9.º con Slavko Cicak, Normunds Mieza y Alexander Babur en el Campeonato de la Unión Europea de 2005, Desde el 2 de mayo de 2008, es la persona más joven que forma parte de la 'US Chess Hall of Fame' de Miami. En 2011 empató en el primer lugar con Walter Arencibia y Dejan Bojkov en el abierto canadiense celebrado en Toronto.
Conocido por sus dominio de las aperturas menos ortodoxas, es coautor del libro Unorthodox Openings  conjuntamente con Eric Schiller, editado por Batsford en 1987; escribe regularmente en la revista Chess Life y en otras publicaciones de ajedrez, y comenta partidas habitualmente en el Internet Chess Club, donde normalmente presenta la sección de la partida de la semana. También fue el redactor jefe y fundador de la revista (ya desaparecida) Chess Chow entre 1991-94. Asimismo contribuye habitualmente con artículos en la revista en línea Chess Life en el sitio web de la USCF. Joel Benjamin fue contratado por IBM como Gran Maestro consultor oficial para ayudar al ordenador de ajedrez, Deep Blue, que derrotó al campeón del mundo Gary Kasparov en 1997. También ha aparecido en las películas Searching for Bobby Fischer y Game Over: Kasparov and the Machine.

## Partidas notables
- Joel Benjamin gana el Gran Maestro Eduard Gufeld en el US Open de 1998 en Hawái:

1.e4 c5 2.Cf3 d6 3.d4 cxd4 4.Dxd4 a6 5.c4 Cf6 6.Cc3 Cc6 7.Dd2 e6 8.Ae2 Ae7 9.O-O O-O 10.b3 Da5 11.Ab2 Td8 12.Tfd1 b5 13.cxb5 axb5 14.a3 Ab7 15.b4 Db6 16.De1 Aa6 17.Df1 Tab8 18.Tac1 d5 19.exd5 exd5 20.Ca4 bxa4 21.Axa6 Ce4 22.Ad3 Ad6 23.Tc2 Af4 24.g3 Ah6 25.Te2 f5 26.Dh3 Tf8 27.Ab1 Tbe8 28.Aa2 Ce7 29.Ce5 Db5 30.Txe4 fxe4 31.De6+ Rh8 32.Dxh6 Cf5 33.Cg6+ Rg8 34.Txd5 1-0.
- Joel Benjamin & Deep Blue Vs Gary Kasparov, 1997:

1.e4 e5 2.Cf3 Cc6 3.Ab5 a6 4.Aa4 Cf6 5.O-O Ae7 6.Te1 b5 7.Ab3 d6 8.c3 O-O 9.h3 h6 10.d4 Te8 11.Cbd2 Af8 12.Cf1 Ad7 13.Cg3 Ca5 14.Ac2 c5 15.b3 Cc6 16.d5 Ce7 17.Ae3 Cg6 18.Dd2 Ch7 19.a4 Ch4 20.Cxh4 Dxh4 21.De2 Dd8 22.b4 Dc7 23.Tec1 c4 24.Ta3 Tec8 25.Tca1 Dd8 26.f4 Cf6 27.fxe5 dxe5 28.Df1 Ce8 29.Df2 Cd6 30.Ab6 De8 31.T3a2 Ae7 32.Ac5 Af8 33.Cf5 Axf5 34.exf5 f6 35.Axd6 Axd6 36.axb5 axb5 37.Ae4 Txa2 38.Dxa2 Dd7 39.Da7 Tc7 40.Db6 Tb7 41.Ta8+ Rf7 42.Da6 Dc7 43.Dc6 Db6+ 44.Rf1 Tb8 45.Ta6 1-0